# Red Bull RB13
A Red Bull RB13 egy Formula–1-es versenyautó, mely a 2017-es Formula–1 világbajnokság során volt a Red Bull Racing csapat autója. Pilótái Daniel Ricciardo és Max Verstappen voltak. Elődeihez hasonlóan ebben is Renault motor dolgozott (TAG Heuer névre átkeresztelve). 2013 óta az első olyan brit főhadiszállású csapat voltak, amely ExxonMobil üzemanyagot és kenőanyagot használt, ahogy a Toro Rosso csapata is.

## Évad
A teszteken a Red Bull csak messzi harmadik volt a Mercedes és a Ferrari mögött mind tempóban, mind megbízhatóságban. Hasonlóan a Williams csapathoz, ebben az évben ők is a minél alacsonyabb légellenállású kasztni építésére helyezték a hangsúlyt.
Ausztráliában bebizonyosodott, hogy tényleg a Red Bull a harmadik erő, miután Verstappen ötödiknek kvalifikált - eközben Ricciardo az időmérő edzésen balesetet szenvedett, ami miatt váltót kellett cserélni az autójában, emiatt rajtbüntetést kapott, de az autó már a felvezető körben lerobbant, ezért eleve 2 kör hátrányból vághatott neki a versenynek, mígnem motorhiba miatt ki nem kényszerült állni. Kínában megfordult a szerencse: most Ricciardo indulhatott az élmezőnyből, Verstappen pedig egy rossz motorbeállítás miatt csak 19. lett. A versenyen aztán bravúrosan teljesítettek: Verstappen harmadik lett, Ricciardo pedig negyedik.
A spanyol nagydíjra fejlesztések érkeztek a felzárkózást elősegítendő. Itt Verstappen kiesett, Ricciardo viszont harmadik lett, az egyetlen pilótaként, akit az élen haladó kettős nem körözött le. Ricciardo Monacóban és Kanadában is harmadik lett, majd Azerbajdzsánban némi szerencsével megnyerte a futamot (ő maga is hátulról indult egy baleset miatt, de az előtte lévők szintén vagy balesetekbe keveredtek, vagy büntetéseket kaptak). Verstappen eközben sorozatban háromszor is kiesett.
Ricciardo az idényben többször már nem is győzött, de begyűjtött öt dobogót (Szingapúrban második lett), miközben Verstappen Malajziában és Mexikóban is győzni tudott. A csapat végül konstruktőri harmadikként zárt.

## Eredmények
| 2017 | Red Bull Racing | TAG Heuer | P |                  |    |   |    |    |    |   |    |    |    |   |    |    |    |    |   |   |    |    |   |    |     |    |
| 2017 | Red Bull Racing | TAG Heuer | P | Daniel Ricciardo | KI | 4 | 5  | KI | 3  | 3 | 3  | 1  | 3  | 5 | KI | 3  | 4  | 2  | 3 | 3 | KI | KI | 6 | KI | 368 | 3. |
| 2017 | Red Bull Racing | TAG Heuer | P | Max Verstappen   | 5  | 3 | KI | 5  | KI | 5 | KI | KI | KI | 4 | 5  | KI | 10 | KI | 1 | 2 | 4  | 1  | 5 | 5  | 368 | 3. |

(félkövérrel jelezve a pole pozíció, dőlt betűvel a leggyorsabb kör)
† Nem fejezte be a versenyt, de mivel megtette a táv 90 százalékát, ezért rangsorolták.